# 伊万·潘菲洛夫
伊萬·瓦西里耶維奇·潘菲洛夫（羅馬化：Ivan Vasil'yevich Panfilov；1893年1月1日—1941年11月18日），蘇聯將軍，位階少將，知名於在莫斯科戰役期間指揮蘇軍316師抵抗德軍，後來戰死沙場獲追授蘇聯英雄。

## 生平

### 早年生活
潘菲洛夫在1893年1月1日出生於彼得羅夫斯克。當潘菲洛夫的媽媽在1904年去世後，其被逼以12歲之齡輟學，到當地的商店工作。而他的爸爸則在1912年逝世。
1915年第一次世界大戰時期，潘菲洛夫獲俄羅斯帝國陸軍徵召，並被派遣到第638奧爾平斯克步兵團。該團後來成為西南方面軍的其中一支部隊，參與布魯西洛夫攻勢，潘菲洛夫也在此期間獲陛升為中士。在1917年發生的二月革命後，潘菲洛夫獲其同僚推舉為蘇維埃議員。

### 俄國內戰和波蘇戰爭

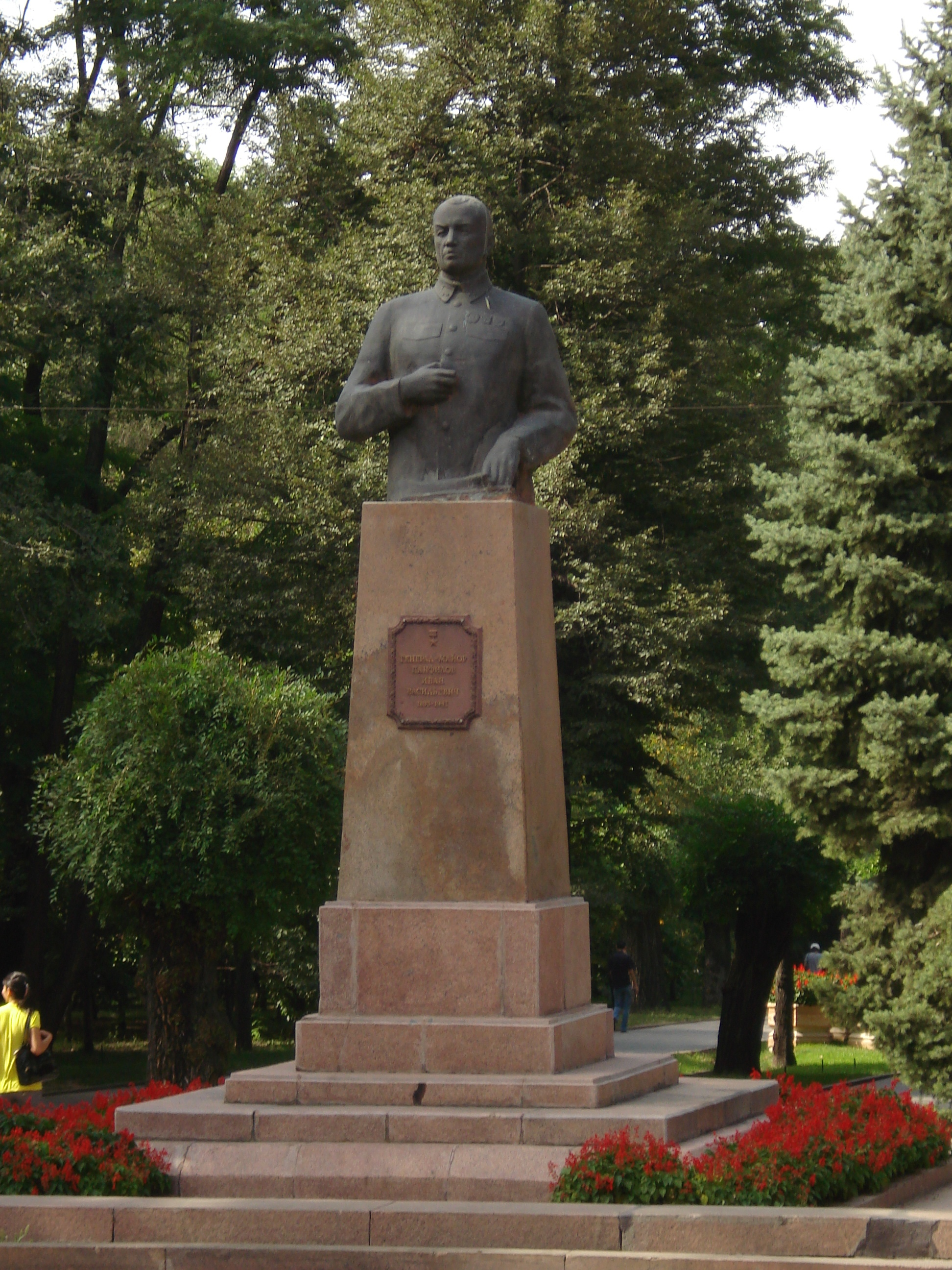
位於哈薩克阿拉木圖的潘菲洛夫半身像

十月革命後，俄國內戰隨即爆發，潘菲洛夫當時在1918年自願加入仍未成形的紅軍，並擔任由夏伯陽率領的第25步兵師的其中一個排長。1919年3月，該師被派往乌拉尔山脉對抗由亞歷山大·杜托夫指揮的哥薩克白軍。同年秋天，潘菲洛夫所屬的團轉往察里津，參加對陣安東·鄧尼金部隊的戰役。在戰事期間，他因確診患上斑疹傷寒而被迫轍離至軍隊後方。
在1920年4月康復後，潘菲洛夫自願回到現役，隨後被任命為第100步兵團的排長參與波蘇戰爭，並在同年9月加入蘇聯共產黨（黨員編號：0291274）。鑑於其在戰爭中有著出色表現，他在1921年獲頒紅旗勳章。之後潘菲洛夫加入烏克蘭第183邊防營，並參加了針對當地游擊隊的反叛亂行動。1921年，他入讀基輔的謝爾蓋·加米涅夫步兵學校。同年，潘菲洛夫與瑪莉亞·科洛米耶茲（Maria Kolomietz）结婚，後者之後為他生下五個小孩，分別是女兒瓦蓮京娜（Valentina）、葉甫根尼婭（Evgenia）、加琳娜（Galina）和瑪雅和獨子弗拉德連（Vladlen）。
在1923年9月畢業後，潘菲洛夫被指派到第52雅羅斯拉夫爾步兵團擔任連長。

### 中亞
1924年3月，潘菲洛夫自願前往突厥斯坦軍區，參與對抗穆斯林的巴斯瑪奇運動。隔月，他被任命為第一突厥斯坦步槍團的其中一個連長。同年10月，潘菲洛夫獲調任軍團附屬學校的校長。1925年8月，他重返戰場，在帕米爾高原指揮一支前哨部隊。1928年4月，潘菲洛夫升遷為團長，並擔任了三年。為了紀功他在巴斯馬奇運動的表現，他在1929年獲授予第二面紅旗勳章。
1931年6月，潘菲洛夫成為第八獨立步槍營的指揮官。隔年11月，他調任為第九紅旗山地步兵團的團長。從1935年起，潘菲洛夫開始在塔什干的弗拉基米爾·列寧紅旗軍事學院任教。1937年9月，他被任命為中亞軍區的參謀長。隔年潘菲洛夫被任命為吉尔吉斯苏维埃社会主义共和国的軍管人員，1939年1月26日再升任為集團軍指揮員。
1940年6月24日，潘菲洛夫獲授予少將軍銜。隔年6月22日，納粹德國發動巴巴羅薩行動，蘇德戰爭爆發，他也隨即動員前往前線。同年7月12日，潘菲洛夫正式被任命為在阿拉木圖新設立的蘇軍316師的指稱官，其士兵多數為哈薩克或吉爾吉斯人。

### 莫斯科戰役

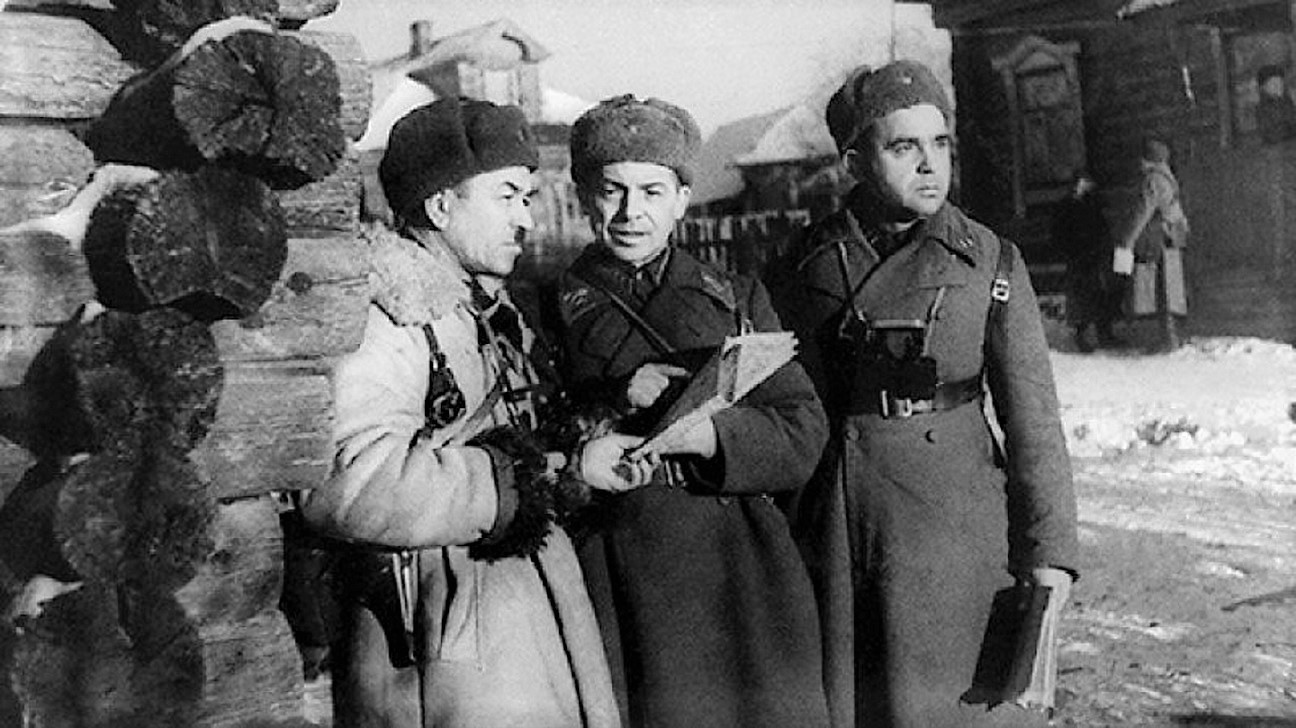
潘菲洛夫（左）、316師參謀長伊萬·伊萬諾維奇·謝列布里亞科夫（中）及該師的政委謝爾蓋·安德烈耶維奇·伊戈羅夫視察古塞涅沃村，此為潘菲洛夫生前最後一次被人拍到

1941年8月27日，第316師抵達鄰近列寧格勒的博羅維奇，隨後被編入第52軍。八天後，該師成為預備軍的一部分，並在戰場後方待命了一個月。同年10月7日，德意志國防軍發動颱風行動，316師隨即被調派到莫斯科地區，並在三天後抵達。他們被部署到由中將康斯坦丁·罗科索夫斯基指揮的第16軍的左翼，負責保衛作為莫扎伊斯克防線的一部分，沃洛科拉姆斯克以南長約41公里的控制區
10月15日，德軍攻入莫扎伊斯克防線，但經過兩週的戰鬥後蘇軍漸陷劣勢，於是守軍決定後撤，僅留下包括第316師在內的師團留守。但該師隨後也不敵德軍，被迫與第16軍的其餘部隊一起撤退至莫斯科，儘管人員傷亡慘重，第316師仍相當大的程度上延遲了德人往首都的推進，為莫斯科的守軍爭取了大量時間。11月11日，潘菲洛夫因在戰鬥中表現出的個人勇氣而獲頒第三面紅旗勳章。根據歷史學家理查·奧弗利的說法，在莫斯科戰役中擔任總指揮的一級上將格奧爾基·朱可夫指明潘菲洛夫若是撤退的話便會被槍決。
第316師在杜波塞科沃村附近的新防線於11月15日至16日被德軍攻破；蘇聯報紙後來聲稱在16日，該師第1075團的28名士兵在戰鬥中摧毀了18輛德國坦克，同時也麈戰至最後一人。但隨後在1948年，一位蘇聯軍事法官調查證實該故事為誇大其實。第316師的敗北令第16軍的側翼遭受威脅，罗科索夫斯基也因此被迫要求大本營預備隊調動第78西伯利亞步槍師的預備役到戰場。第78師的士兵在到達的三天後被迫撤退，但由於蘇聯的奮力抵抗和天氣條件，德軍的推進速度減慢，戰局逐漸陷入僵持狀態。
11月17日，蘇聯國防委員會主席約瑟夫·史達林通過法令，授予第316師近衛軍地位，並把其重新命名為近衛第8步兵師。隔天，一群戰地記者到達位於古塞涅沃村的潘菲洛夫指揮所，向他們傳達法令。但當他們在簡要說明狀況時，第316師遭到迫擊砲轟炸，潘菲洛夫在此期間被炮彈碎片擊斃，終年48歲。國防委員會的法令在當天正式生效。

## 遺產

### 戰後

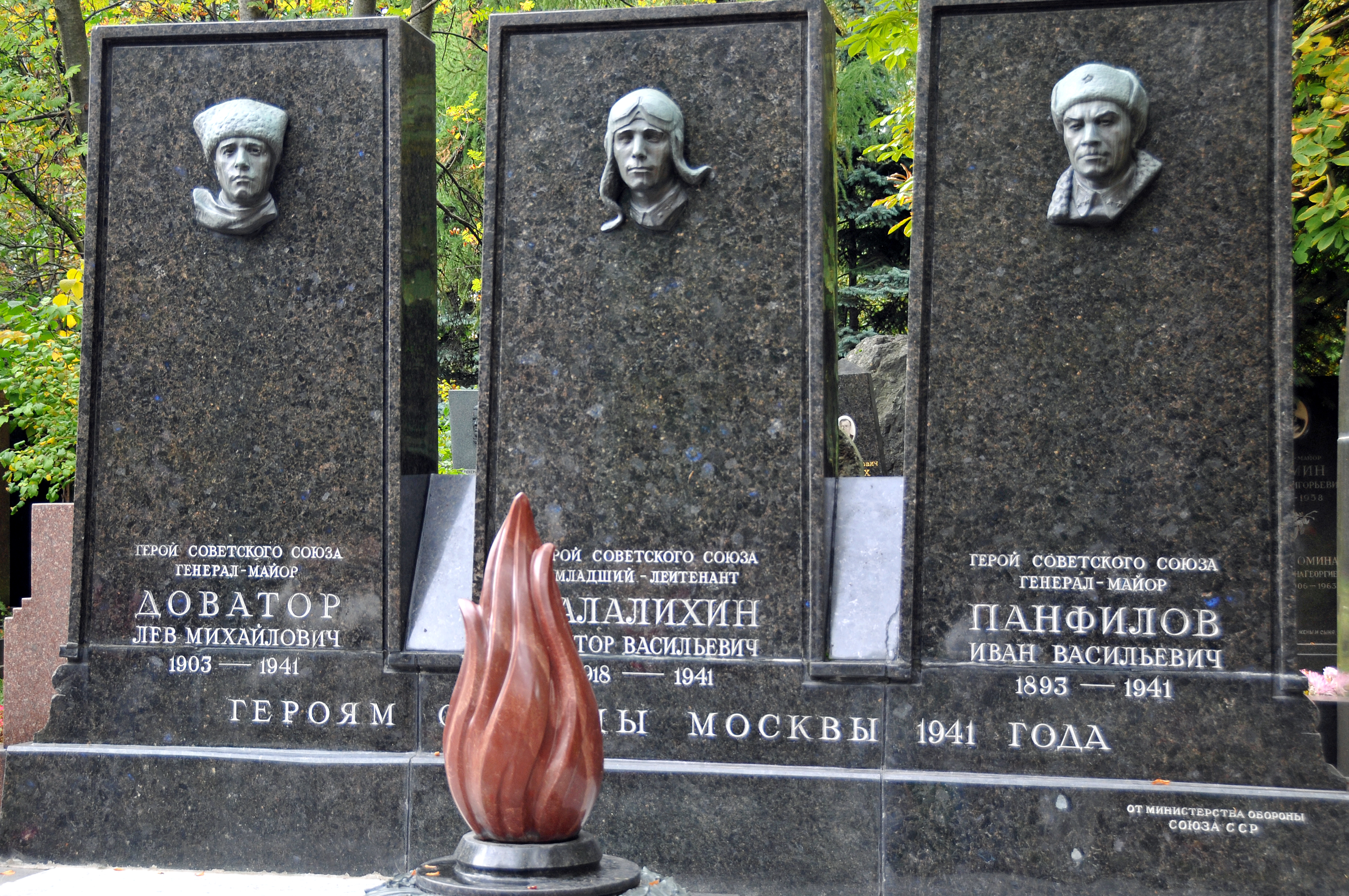
多瓦托（左）、塔拉里欽（中）和潘菲洛夫的紀念碑

1941年11月23日，近衛第8步兵師正式授予「近衛紅旗潘菲洛夫師」的稱號，以紀念其戰死的原指揮官，而該師的士兵往後則被稱作「潘菲洛夫的士兵」。第8步兵師在潘菲洛夫死後參與了蘇軍的反攻，並在同年12月將國防軍趕出莫斯科，之後又參加了多場重要戰役，包括二戰末的庫爾蘭包圍戰，當時該部隊正圍攻身處在拉脫維亞的德國人。
1942年4月12日，潘菲洛夫獲追授蘇聯英雄，其遺體隨後下葬在莫斯科的新聖女公墓，其墳墓兩側為同獲蘇聯英雄的列夫·多瓦托和維克托·塔拉里欽。

### 文學
蘇聯小說家亞歷山大·貝克通過曾在蘇軍316師旗下服役的哈薩克士官巴维尔然·莫梅舒雷的口述下，編寫出正面肯定潘菲洛夫此人，並在蘇聯和國外都很受歡迎的三部曲——《沃洛科拉姆斯克公路》、《幾天》（Several Days）和《潘菲洛夫將軍的預備役》（General Panfilov's Reserve）。其中《沃洛科拉姆斯克公路》在以色列國防軍、古巴革命武裝力量、中國人民解放軍和東德國家人民軍之間有著廣泛的影響力，且通常用作激勵士兵。該書同時也是海納·穆勒在1984至1987年間創作的五部劇本的同名系列之一，其第一章《俄羅斯開局》（Russian Opening）為基於海因里希·冯·克莱斯特的戲劇《洪堡王子》，而莫梅舒雷則負責詮釋布蘭登堡選帝侯兼普魯士公爵腓特烈·威廉。
戰後莫梅舒雷亦開始寫作，並在其多本著作中談及鄰近沃洛科拉姆斯克的戰鬥，包括《莫斯科在我們身後》（Moscow is Behind Us）和《我們的將軍伊萬·潘菲洛夫》（Our General, Ivan Panfilov）。

### 爭議
2016年，俄羅斯國家社會政治史檔案館館長謝爾蓋·米羅年科（Sergei Mironenko）曾接受訪問，公開表示潘菲洛夫28近卫军傳說是故意編造出來的。同年3月16日，他宣佈因達到法定退休年齡（65歲）而請辭，同時否認是基於外界壓力才請辭，其真正目的是為了「專注於科學上的工作」，並說：「如果這不是我的決定，你覺得我會吭聲不出嗎？ […] 我離職一事根本沒什麼好擔心的」。
2016年10月，俄國文化部長佛拉迪米爾·梅丁斯基為潘菲洛夫28近衛軍辯護，表示：「即使這個故事從頭到尾都是編造的；即便沒有潘菲洛夫這個人物；就算整件事根本不存在也好，它仍是一個不容干犯的的神聖傳說。會這樣做的人都是醜惡的人渣」。

### 以潘菲洛夫命名的地方

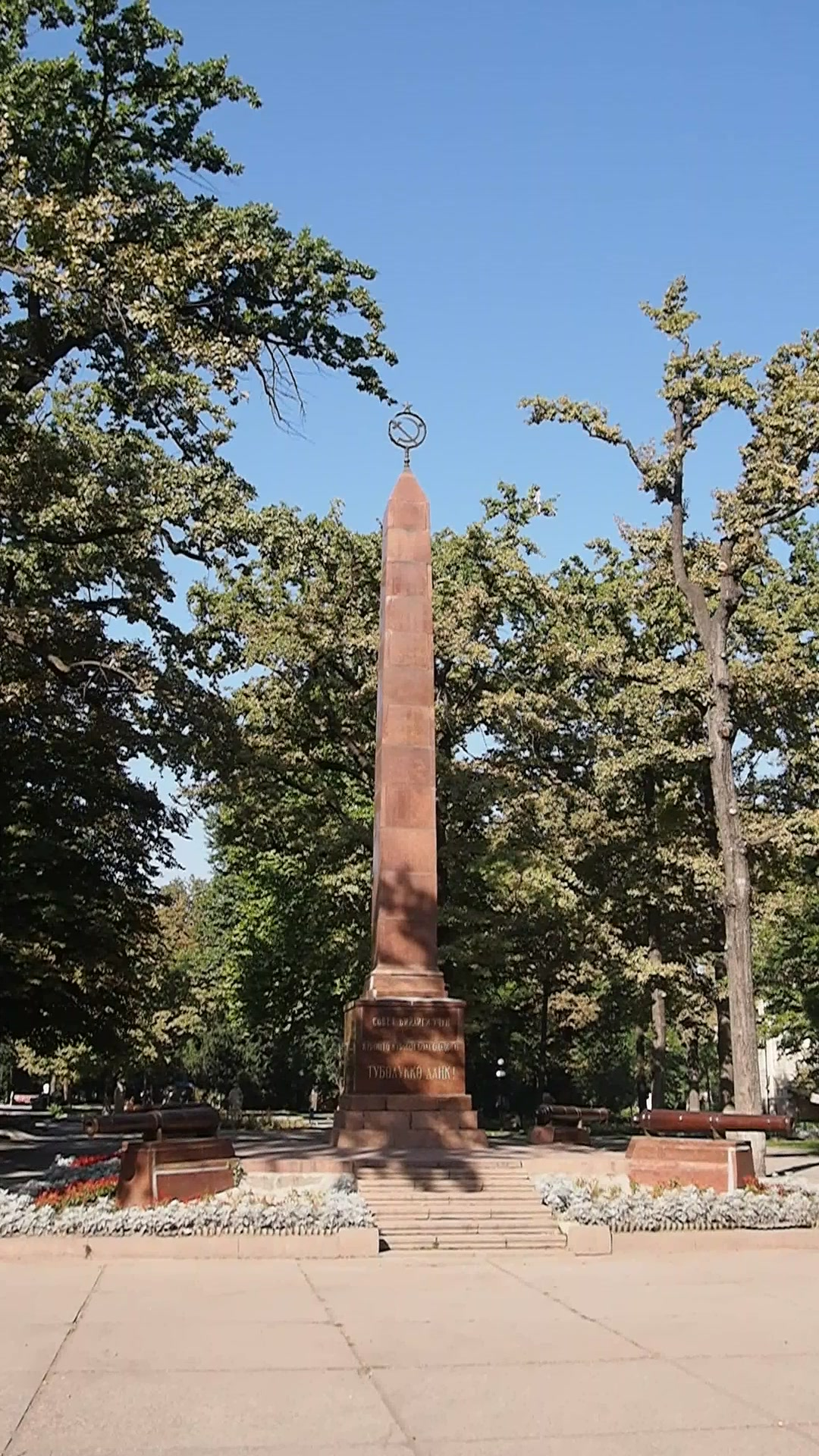
吉爾吉斯斯坦比什凱克的潘菲洛夫公園 (比什凱克)

- 位於吉爾吉斯斯坦天山山脈，4300米高的潘菲洛夫峰（Panfilov Peak）[25]
- 吉爾吉斯斯坦楚河州的潘菲洛夫區
- 吉爾吉斯斯坦比什凱克的潘菲洛夫公園（英语：Panfilov Park, Bishkek）
- 吉爾吉斯斯坦比什凱克的潘菲洛夫街（英语：Panfilov Street, Bishkek）
- 哈薩克斯坦阿拉木圖州的潘菲洛夫區
  - 該州內的扎爾肯特在1942年至1991年間曾改名為潘菲洛夫
- 哈薩克斯坦阿拉木圖的潘菲洛夫公園
- 哈薩克斯坦阿拉木圖的潘菲洛夫街
- 哈薩克斯坦努爾蘇丹的潘菲洛夫街
- 俄羅斯莫斯科綠城行政區列寧格勒高速公路（英语：列寧格勒高速公路）的分叉路潘菲洛夫大道（英语：Prospekt (street)）
- 俄羅斯莫斯科綠城行政區的潘菲洛夫街
- 俄羅斯莫斯科隼鳥區的潘菲洛夫街
- 俄羅斯莫斯科地鐵莫斯科中央環線的潘菲洛夫站
- 俄羅斯沃洛科拉姆斯克的潘菲洛夫街
- 俄羅斯納哈比諾的潘菲洛夫街
- 俄羅斯聖彼得堡赤衛隊區的潘菲洛夫街
- 俄羅斯彼爾姆的潘菲洛夫街
- 俄羅斯薩蘭斯克的潘菲洛夫街
- 俄羅斯塔甘羅格的潘菲洛夫街
- 俄羅斯利佩茨克的潘菲洛夫街
- 俄羅斯巴爾瑙爾的潘菲洛夫街
- 俄羅斯薩拉托夫的潘菲洛夫街[26]
- 烏克蘭魯特斯克的潘菲洛夫街
- 烏克蘭聶伯城的潘菲洛夫街

### 流行文化
潘菲洛夫在電影或電視作品中曾被以下三位演員飾演：
- 弗謝沃洛德·薩納耶夫（Vsevolod Sanaev）－ 電影《莫斯科在我們身後》（Moscow is Behind Us，1968）[27]
- 喬治·布爾科夫（英语：Georgi Burkov） － 迷你電視劇《沃洛科拉姆斯克公路》（Volokolamsk Highway，1984）[28]
- 康斯坦丁·斯蒂普納科夫（Konstantin Stepnakov）－ 《莫斯科保衛戰》（1985）

## 外部連結
- Указ Президиума Верховного Совета СССР «О присвоении звания Героя Советского Союза начальствующему и рядовому составу Красной Армии» от 12 апреля 1942 года （页面存档备份，存于） // Ведомости Верховного Совета Союза Советских Социалистических Республик : газета. — 1942. — 24 апреля (№ 13 (172)). — С. 1.
- Ivan Panfilov （页面存档备份，存于） on the Heroes of the USSR's official website.
- An English-language biography （页面存档备份，存于） of Panfilov.
- 在Find a Grave上的伊万·潘菲洛夫
- Ivan Panfilov's last photograph （页面存档备份，存于） in the Russian State Archive.